# Epidiacrium
× Epidiacrium, (abreviado Epdcm) en el comercio, es un híbrido intergenérico entre los géneros de orquídeas Diacrium × Epidendrum. Fue publicado en Orchid Rev. 16: 82 (1908).